# KS Lushnja
A KS Lushnja egy albán labdarúgócsapat Lushnjában, jelenleg az albán labdarúgó-bajnokság élvonalában szerepel. 
Hazai mérkőzéseiket a 12000 fő befogadására alkalmas Abdurrahman Roza Haxhiu Stadionban játsszák.

## Történelem
A klubot 1926-ban alapították KS Lushnja néven, majd később több alkalommal is megváltoztatták a csapat nevét. 1945-ben KS Traktori Lushnja, 1950-ben SK Lushnja, 1950-ben Puna Lushnja, 1958-ban KS Traktori Lushnja névre keresztelték. A jelenlegi KS Lushnja nevet 1991-től viseli a klub.
Az albán első osztályban 1948-ban indultak először.
Az albán másodosztályt hat alkalommal  (1960, 1982, 1988, 1990, 1996, 2013) nyerték meg.

## Sikerek
- Albán másodosztály: (6)

1959–60, 1981–82, 1987–88, 1989–90, 1995–96, 2012–13